# Aeronca 11 Chief
Die Aeronca 11 Chief war ein zweisitziges, leichtes Reise- und Sportflugzeug des US-amerikanischen Herstellers Aeronca.

## Geschichte und Ausstattung
Das Modell hatte einen breiten Rumpf, um zwei nebeneinanderliegende Sitze anzubringen. Für eine bessere Sicht war die Motorverkleidung weiter nach unten verlegt worden. Es war eine Vorrichtung zum Trimmen des Flugzeugs nach den Richtlinien der Federal Aviation Administration vorhanden. Die Version Aeronca 11 AC Chief  mit einem Continental-Triebwerk und einer Leistung von 65 oder 85 PS erschien im Jahre 1946.

## Technische Daten
| Kenngröße             | Daten der Aeronca 11 AC Chief                  |
| --------------------- | ---------------------------------------------- |
| Länge                 | 6,40 m                                         |
| Höhe                  | 1,90 m                                         |
| Spannweite            | 10,88 m                                        |
| Leermasse             | 350 kg                                         |
| max. Startmasse       | 544 kg                                         |
| Antrieb               | ein Continental A85 mit 48 kW (65 PS) Leistung |
| Propeller             | Zwei-Blatt-Holz-Propeller                      |
| Tankkapazität         | 60 Liter                                       |
| Flügelfläche          | 15,70 m²                                       |
| Höchstgeschwindigkeit | 170 km/h                                       |
| Reisegeschwindigkeit  | 153 km/h                                       |
| Landegeschwindigkeit  | 65 km/h                                        |
| Dienstgipfelhöhe      | 4200 m                                         |
| Reichweite            | 450 km                                         |